# Маунт Вернон (Арканзас)
Маунт Вернон (енгл. Mount Vernon) град је у америчкој савезној држави Арканзас.

## Демографија
По попису из 2010. године број становника је 145, што је 1 (0,7%) становника више него 2000. године.
| Група             | 2000.       | 2010.       |
| Белци             | 142 (98,6%) | 137 (94,5%) |
| Афроамериканци    | 0 (0,0%)    | 0 (0,0%)    |
| Азијати           | 0 (0,0%)    | 1 (0,7%)    |
| Хиспаноамериканци | 2 (1,4%)    | 0 (0,0%)    |
| Укупно            | 144         | 145         |